# فرودگاه لئونگاتا
فرودگاه لئونگاتا (به انگلیسی: Leongatha Airport) یک فرودگاه همگانی است که یک باند فرود آسفالت دارد و طول باند آن ۹۲۴ متر است. این فرودگاه در کشور استرالیا قرار دارد و در ارتفاع ۸۰ متری از سطح دریا واقع شده است.